# Nicolas Capdeville
Pour les articles homonymes, voir Capdeville.
Nicolas Capdeville (né le 3 septembre 1971) est un bodyboardeur français.

## Présentation
Il a découvert ce sport après un accident de moto en 1986, dans le cadre de sa rééducation. 
Il a une école à Mimizan (Landes, France), dans laquelle il enseigne le surf et le bodyboard.
Il est partenaire technique de la marque Tribord.

## Palmarès
- Double champion du Monde de bodyboard (International Surfing Association : 1992 et 2002)[2]
- 2 fois champion d'Europe (en 1993 et 2002)
- 6 fois champion de France